# Distretto di San Miguel de Aco
Il distretto di San Miguel de Aco è un distretto del Perù nella provincia di Carhuaz (regione di Ancash) con 2.552 abitanti al censimento 2007 dei quali 322 urbani e 2.230 rurali.
È stato istituito il 7 dicembre 1953.